# ビャルケ・インゲルス
ビャルケ・インゲルス（Bjarke Ingels、1974年10月2日 - ）は、デンマーク生まれの建築家。
Bjarke Ingels Groupの設立者でありクリエイティブディレクター。

## 経歴
1974年にデンマークに生まれ、幼少期は漫画家を目指していたが18歳の時に建築の道を志す。デンマーク王立美術院及びカタルーニャ工科大学で学び、OMAを経て2001年にジュリアン・デ・スメドと共同で建築事務所PLOTarchitectsを設立。その後PLOTarchitectsを解散し2005年にBjarke Ingels Groupを設立する。
2021年までに500人以上の国際的組織に成長し、8 House、マンハッタンのVIA 57 West、Google North Bayshore本社（Thomas Heatherwickと共同設計）、Superkilenなどの著名なプロジェクトを実施。Amager Resource Center（ARC）の発電プラントは、建物の屋上にスキー場、外壁にボルダリングゾーンの両方を組み込んで大きな話題を呼ぶ。
2009年以来、数多くの国際設計コンペで勝利する。2012年にニューヨーク市に移った。VIA 57 Westをはじめとし、マンハッタン及びアメリカ全土の開発プロジェクトに関わる。
2011年、ウォールストリートジャーナルではイノベーターオブザイヤーに選ばれ、2016年にはタイム誌が彼を最も影響力のある100人の1人に指名した。
デンマークでは2000年代に完成した、コペンハーゲン郊外のen:VMHousesとen:Mountain Dwellingsという2つの革新的な集合住宅プロジェクトの設計で知られる。
2021年にはトヨタ自動車が静岡県裾野市に建設中の実験都市ウーブン・シティの都市設計を担うことが発表された。

### 典拠
1. ↑  Ingels, Bjark (November 5, 2009). BIG. Yes is More. An Archicomic on Architectural Evolution. O'Reilly & Associates. ISBN 9783836520102
2. ↑  “Mountain Dwellings by BIG”.   Dezeen. 2009年10月20日閲覧。
3. ↑  “トヨタの未来都市、2月23日着工「ウーブン・シティ」10の疑問”. 日経クロステック. (2021年2月21日).  オリジナルの2021年2月24日時点におけるアーカイブ。 2021年2月21日閲覧。